# 長澤勝俊
長澤 勝俊（ながさわ かつとし、1923年8月2日 - 2008年1月10日）は、日本の作曲家。

## 経歴
東京出身、日本大学芸術学部を卒業。作曲を清瀬保二に師事した。1964年、現代邦楽の演奏団体である日本音楽集団が設立された際、創設メンバーの一人となった。1990年、紫綬褒章を受章。

## 主要作品

### 邦楽作品
- 人形風土記
- 子供のための組曲
- 三味線協奏曲
- 二つの舞曲
- 春三題
- 尺八協奏曲
- 二つの三味線と小鼓による三章
- 冬の一日
- 大津絵幻想
- 玉桂
- 北国雪賦
- 国東の賦
- 秋の一日
- 斑鳩へのみち
- 吐玉泉のうた
- 夏の一日
- 春の一日
- 尺八のための詩曲
- 尺八と箏のための萠春
- 尺八と箏のためのまゆだまのうた
- 箏四重奏曲

### 放送音楽
- 連続ギニョール
- 十五少年漂流記